# Faustino Asprilla
Faustino Hernán Asprilla Hinestroza (Tuluá, 10 de novembro de 1969) é um ex-futebolista colombiano que atuava como centroavante.

## Carreira

### Cucutá, Atletico Nacional e Itália
Começou sua carreira em seu país, mais precisamente no Cúcuta Deportivo, em 1988. No ano seguinte foi para o Atlético Nacional, onde sagrou-se campeão da Copa Libertadores da América de 1989, Copa Interamericana em 1989 e campeão colombiano em 1991. Em 1992 foi para o Parma, da Itália, e lá venceu a Recopa Europeia na temporada 1992–93, a Supercopa Europeia na temporada 1993–94 e a Copa da UEFA na temporada 1994–95.
Em 1996, foi para o Newcastle, mas não se adaptou ao futebol inglês e voltou para o Parma em 1998, onde ganharia sua segunda Copa da UEFA, a Copa da Itália e a Supercopa da Itália.

### Palmeiras
Em 1999 foi para o Palmeiras, e lá venceu o Torneio Rio–São Paulo e a Copa dos Campeões, ambos em 2000. No entanto, no mesmo ano transferiu-se para o Fluminense. Já no ano seguinte, foi para a equipe mexicana do Atlante.

### Volta ao mundo
Em 2002, voltou para o Atlético Nacional. Antes, foi divulgado de que Asprilla teria sido sondado pelo Darlington, da terceira divisão inglesa. O presidente da agremiação, George Reynolds, chegou a dizer que ele e Asprilla eram amigos, tendo chegado a desfilar com ele frente a 5 163 torcedores. O Darlington chegou a apelar da decisão da justiça inglesa em negar uma licença de trabalho a Tino, e teve sucesso.
Surpreendentemente, o atacante, após ter feito exames no Darlington, acabou viajando para o Oriente Médio, visando obter uma transferência mais lucrativa. Reynolds "alfinetou" Asprilla, dizendo que "ele nem teve decência para dizer adeus", e também que nunca mais falaria com ele.
Em 2003, com o fracasso de suas negociações para assinar com um clube do Oriente Médio, foi para a Universidad de Chile, mas lá ficaria muito pouco tempo, indo em seguida para o Estudiantes, mas, após apenas duas partidas pelos Pincharratas, encerrou sua carreira em 2004, aos 33 anos, em virtude de diversas lesões. Chegou a ser persuadido a voltar a jogar pelo Valle d'Aosta Calcio, equipe da Série D italiana, a convite de Marco Osio, amigo de Asprilla, mas os problemas de adaptação do colombiano minaram sua participação. Voltou ao seu país no mesmo ano, para defender o Tuluá, time amador de sua cidade.

### Ancash e fim de carreira
Quatro anos depois, Tino foi contactado pelo Sport Áncash do Peru, mas o colombiano não conseguiu lograr sucesso nas negociações. Sua despedida oficial dos gramados deu-se em 2009, aos 39 anos, num jogo de despedida que contou com ex-companheiros de Seleção, como Mauricio Serna, Víctor Aristizábal e Víctor Marulanda, que jogaram numa equipe de veteranos do Atlético Nacional, e Carlos Valderrama e Adolfo Valencia, que atuaram no combinado chamado Amigos do Tino. Além deles, estiveram também na partida os brasileiros Roque Júnior e Aílton.

## Seleção Colombiana
Pela Seleção Colombiana jogou 57 partidas, marcou 20 gols e disputou os Jogos Olímpicos de 1992, a Copa do Mundo de 1994 e a Copa do Mundo de 1998.

## Honrarias
Asprilla chegou a ser o sexto melhor colocado na votação para o Melhor jogador do mundo pela FIFA em 1993.
- IFFHS MEN’S ALL TIME COLOMBIA DREAM TEAM[2]

## Títulos
Atlético Nacional
- Copa Interamericana: 1989
- Campeonato Colombiano: 1991

Parma
- Recopa Europeia: 1992–93
- Supercopa Europeia: 1993–94
- Copa da UEFA: 1994–95 e 1998–99
- Copa da Itália: 1998–99
- Supercopa da Itália: 1999

Palmeiras
- Torneio Rio-São Paulo: 2000
- Copa dos Campeões: 2000